# اچ‌ام‌اس اودین (اس۱۰)

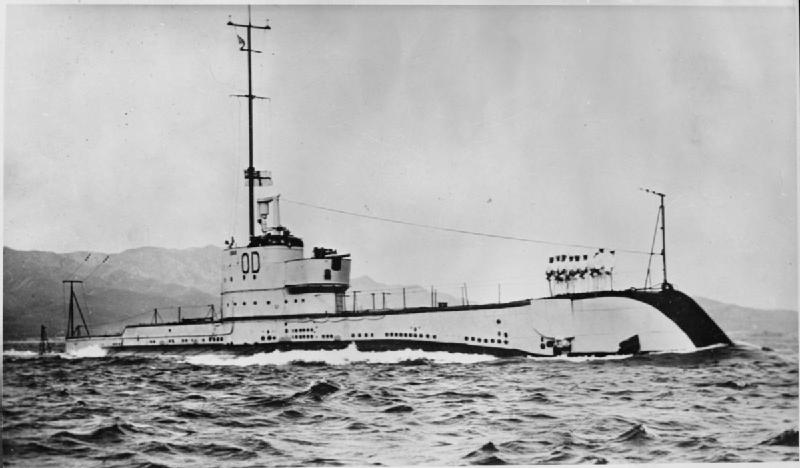
اچ‌ام‌اس اودین در راه هنگ کنگ

اچ‌ام‌اس اودین (اس۱۰) (به انگلیسی: HMS Odin (S10)) یک زیردریایی بود. این زیردریایی در سال ۱۹۶۰ ساخته شد.